# 李宇軒
李宇軒（1991年—），香港社會運動人士，民間組織香港故事成員。

## 介绍
李宇軒曾於2019年11月以個人名義邀請英國、加拿大、斯洛伐克等10國的19名外國專家抵港監察2019年區議會選舉以確保選舉能公正進行。2020年810大搜捕中，李宇軒被拘捕，連同香港警務處國家安全處搜查壹傳媒大樓事件中被捕的黎智英、其蘋果日報同僚，另外兩位社運人士周庭及前學民思潮成員李宗澤，共10人被捕。

### 偷渡被捕
2020年8月23日，李宇軒與另外包括屠龍小隊成員的11名人士在西貢布袋澳乘馬達快艇出發，準備前往台灣，被中國大陸海警截獲並拘留。同年11月19日，李宇軒的家人向傳媒表示收到李在深圳鹽田看守所寄出的親筆信，但李宇軒家屬及家屬委托的律師皆無法和李宇軒本人會面，及後李宇軒決定採用中国當局委任官派律師代表。
2020年11月27日，深圳市公安局盐田分局对涉嫌组织他人偷越边境、偷越边境案件侦查终结，将包括李宇轩在内的十二人依法移送盐田区人民检察院审查起诉。
2020年12月30日上午，深圳市盐田区人民法院对包括李宇轩在内的10人公开宣判，以偷越边境罪判罚其有期徒刑七个月并处罚人民币一万元。
2021年3月22日，刑滿出獄，同日由深圳移交港警。

### 在香港被落案起訴、提堂
2021年3月24日，被控3項罪名，包括《港版國安法》的串謀勾結外國勢力或者境外勢力危害國家安全罪，串謀協助罪犯罪和無牌管有彈藥罪，案件同日在西九龍裁判法院提堂。案情指他曾於2020年7月1日至2021年2月15日其間，在香港與黎智英、Mark Herman Simon、陳梓華、劉祖廸及其他人共同串謀，請求外國或者境外機構、組織、人員實施對香港特別行政區或者中華人民共和國進行制裁、封鎖或者採取其他敵對行動。同時在單位內發現232枚使用過的催淚彈、7枚使用過的海綿彈，以及38枚使用過的橡膠子彈。一日後，12港人關注組透露他回港至今4天，仍然下落不明。其家人曾向懲教署及警方查詢，懲教署稱無此人，而警方表示不清楚李宇軒位置。懲教署向媒體回覆指，不會就就個別個案作出評論，只會按照既定程序詢問在囚人士是否需要協助通知親友所在的羈押地點。李宇軒妹妹指政府至今仍拒絕透露李宇軒由哪個部門看管，形容“是否仍在香港無從得知”。
到3月29日，李宇軒下落不明一星期。《蘋果日報》報道他正被還柙在屬高度設防的小欖精神病治療中心，由內部俗稱「神秘組」的懲教人員負責看管，現正被單獨囚禁。知情人士稱有關的安排可避免他對外透露在內地審訊和收監過程，也能避免他可以與其他囚犯和職員接觸。李宇軒的妹妹接受媒體查詢時表示沒有收到任何消息，只是從報章得知事件。懲教署拒回應任何詳情。
4月7日，完成隔離檢疫後首次到庭應訊，案件在西九龍裁判法院進行。警方高度戒備，押解李的囚車需要由多輛警車及10多輛警方電單車開路押送，而在法院外亦有多名警員荷槍實彈戒備。而李宇軒在庭內多次望向公眾席和點頭，並表示明白控罪。案件中，由非家屬委托的大律師羅達雄代表。當記者追問是誰委託他們、有否到小欖精神病院與李見面等，他拒絕回應。而指示律師陳天立否認是「官派律師」，強調當事人不想透露任何事。但記者問及受誰人委託「我都好難做、唔好逼我 、逼我都係咁」。